# Llista de ciutats de l'Azerbaidjan
Aquesta és una llista de les ciutats i poblacions de l'Azerbaidjan segons dades de 2014.
L'Azerbaidjan es divideix en diferents unitats territorials.

## Unitats territorials administratives
- República Autònoma: 1
- Regions econòmiques: 10
- Regions (raions): 66
- Ciutats: 78
- Districtes urbans: 14
- Assentaments: 261
- Divisions territorials rurals: 1727
- Assentaments rurals: 4250

## Llista completa

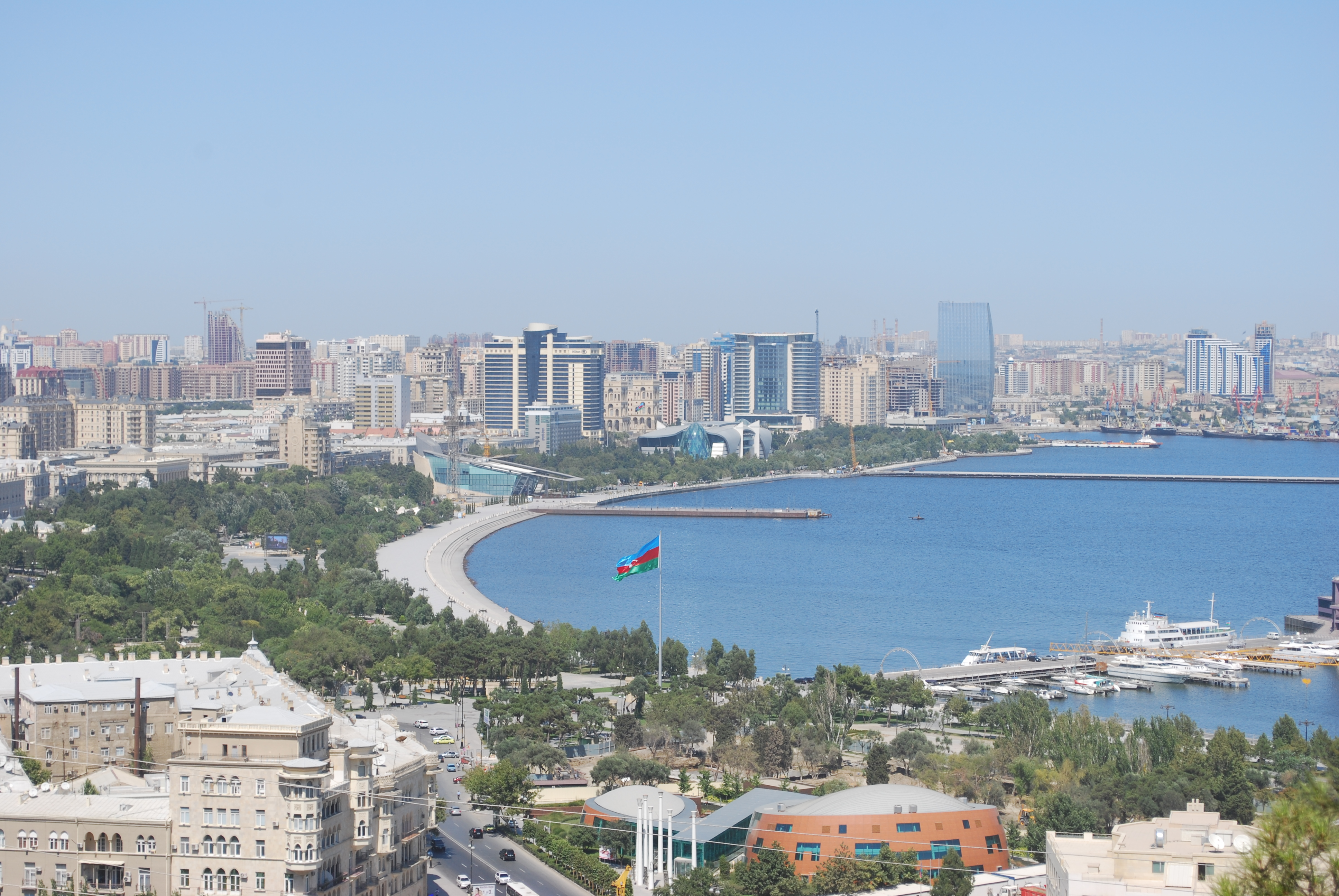
Bakú

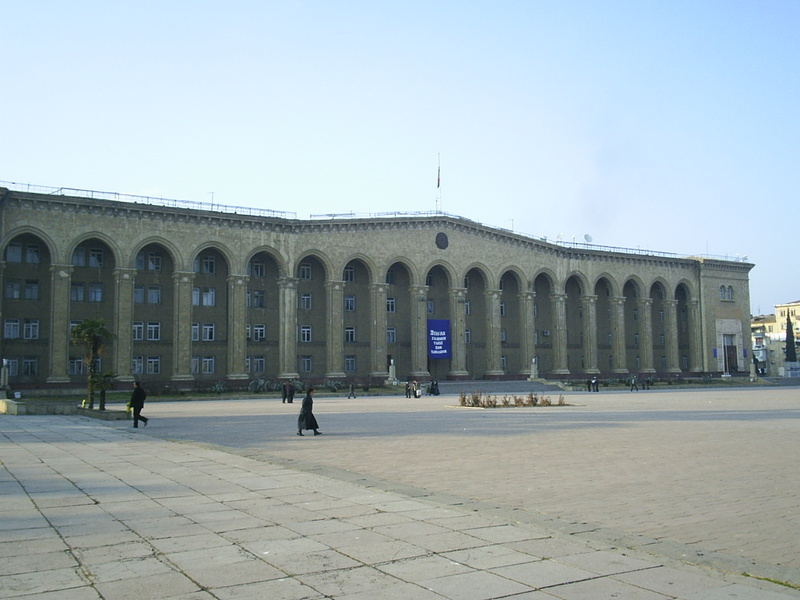
Ajuntament de Ganja

Mausoleu de Qarabağlar a Şərur

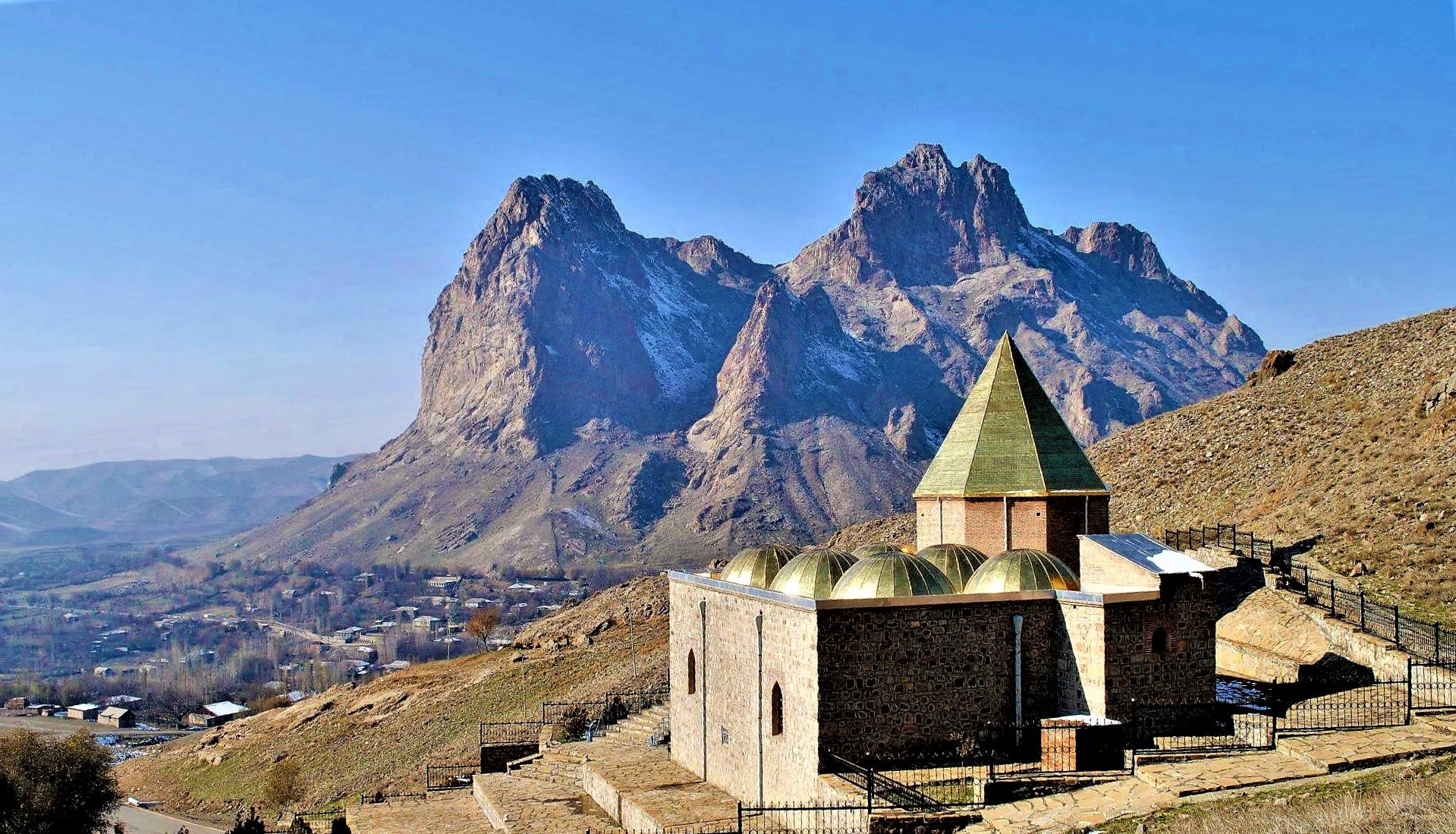
Alinchachay khanegah a Nakhchivan, (tomba de Naimi)

| Població     | Raion      |
| ------------ | ---------- |
| Ağcabədi     | Ağcabədi   |
| Ağdam        | Ağdam      |
| Ağdaş        | Ağdaş      |
| Ağdərə       | Tərtər     |
| Ağstafa      | Ağstafa    |
| Ağsu         | Ağsu       |
| Astara       | Astara     |
| Bakı         | Bakı       |
| Balakən      | Balakən    |
| Bərdə        | Bərdə      |
| Beyləqan     | Beyləqan   |
| Biləsuvar    | Biləsuvar  |
| Cəbrayıl     | Cəbrayıl   |
| Cəlilabad    | Cəlilabad  |
| Culfa        | Culfa      |
| Daşkəsən     | Daşkəsən   |
| Dəliməmmədli | Goranboy   |
| Füzuli       | Füzuli     |
| Gədəbəy      | Gədəbəy    |
| Gəncə        | Gəncə      |
| Goranboy     | Goranboy   |
| Göyçay       | Göyçay     |
| Göygöl       | Göygöl     |
| Göytəpə      | Cəlilabad  |
| Hacıqabul    | Hacıqabul  |
| Horadiz      | Füzuli     |
| İmişli       | İmişli     |
| İsmayıllı    | İsmayıllı  |
| Kəlbəcər     | Kəlbəcər   |
| Kürdəmir     | Kürdəmir   |
| Laçın        | Laçın      |
| Lənkəran     | Lənkəran   |
| Lerik        | Lerik      |
| Liman        | Lənkəran   |
| Masallı      | Masallı    |
| Mingəçevir   | Mingəçevir |
| Naftalan     | Naftalan   |
| Naxçıvan     | Naxçıvan   |
| Neftçala     | Neftçala   |
| Oğuz         | Oğuz       |
| Ordubad      | Ordubad    |
| Qax          | Qax        |
| Qazax        | Qazax      |
| Qəbələ       | Qəbələ     |
| Qobustan     | Qobustan   |
| Qovlar       | Tovuz      |
| Quba         | Quba       |
| Qubadlı      | Qubadlı    |
| Qusar        | Qusar      |
| Saatlı       | Saatlı     |
| Sabirabad    | Sabirabad  |
| Şabran       | Şabran     |
| Şahbuz       | Şahbuz     |
| Salyan       | Salyan     |
| Şamaxı       | Şamaxı     |
| Samux        | Samux      |
| Şahbuz       | Şahbuz     |
| Şəki         | Şəki       |
| Şəmkir       | Şəmkir     |
| Şərur        | Şərur      |
| Şirvan       | Şirvan     |
| Siyəzən      | Siyəzən    |
| Sumqayıt     | Sumqayıt   |
| Şuşa         | Şuşa       |
| Tərtər       | Tərtər     |
| Tovuz        | Tovuz      |
| Ucar         | Ucar       |
| Xankəndi     | Xankəndi   |
| Xırdalan     | Abşeron    |
| Xızı         | Xızı       |
| Xocalı       | Xocalı     |
| Xocavənd     | Xocavənd   |
| Xudat        | Xaçmaz     |
| Yardımlı     | Yardımlı   |
| Yevlax       | Yevlax     |
| Zaqatala     | Zaqatala   |
| Zəngilan     | Zəngilan   |
| Zərdab       | Zərdab     |